# 伊尼戈·卡尔德隆
恩尼高·卡迪朗·薩柏達利亞（西班牙語：Íñigo Calderón Zapatería，1982年1月4日—），是一名前西班牙職業足球員，司職右閘，現任香港超級聯賽球會傑志主教練。
卡迪朗出生於西班牙維多利亞，青年時期於家鄉球會艾拉維斯接受訓練，並先後效力其C隊及B隊。2004年，他轉投阿利坎特，期間累積84場出賽並攻入5球。2007年重返艾拉維斯一隊，兩季內上陣52場。
2010年，卡迪朗轉戰英格蘭足壇，加盟白禮頓，隨隊贏得2010-11賽季英格蘭足球甲級聯賽冠軍，並入選該季英格蘭職業足球運動員協會英甲最佳陣容。他在白禮頓效力長達7年，出賽202場並貢獻18球，成為球會重要成員。其後曾短暫效力塞浦路斯阿諾索西斯及印度清奈泰坦，2019年掛靴。
退役後，卡迪朗轉任教練，先後執教艾拉維斯U19及白禮頓U19青年隊。2024年首度執教職業球隊布里斯托流浪，但未能成功護級。2025年獲傑志聘任為主教練，球會期望他結合爭標與青訓發展，延續球隊的西班牙風格傳統。

## 榮譽

### 球員
英格兰 -
白禮頓
- 英格蘭足球甲級聯賽（2010–11季度）

 印度 -
清奈泰坦
- 印度超级足球联赛（2017–18季度）

個人
- PFA英甲年度最佳陣容：2010/11年[2]；
- 聯賽每月無名英雄：2015年10月；

## 外部連結
- Official Brighton & Hove Albion profile
- 足球数据库：伊尼戈·卡尔德隆的球员统计数据
- Soccerway資料庫：伊尼戈·卡尔德隆